# Helotium lutisedum
Helotium lutisedum är en svampart som beskrevs av P. Karst. 1871. Helotium lutisedum ingår i släktet Helotium och familjen Helotiaceae.   Inga underarter finns listade i Catalogue of Life.